# 禹文
禹 文（ウ・ムン、朝鮮語: 우문、1903年12月8日 - 1980年1月27日）は、日本統治時代の朝鮮の独立運動家、教員、大韓民国の政治家。第2代韓国国会議員。
本貫は丹陽禹氏。地元の富豪・禹象学の5人息子の3男で、長兄の禹燉珪は検事・裁判官・弁護士・第5代国会議員、次兄の禹沂植は元開寧面長。

## 経歴
慶尚北道金陵郡開寧面出身。培材高等普通学校、普成専門学校商科卒。パリ大学政経科学士院修了。三・一運動に参加した後、明星女子中学校教務主任、東洋外国語専門学校副学長、農林部長官秘書室長、国会外務委員会幹事、自由党総務部長を務めた。国会議員在任中は反共捕虜の釈放を真っ先に動議したが、自由党党員となった後は族青系に分類されたため、自由党議員部により除名された。
1980年1月27日、ソウル市永登浦区の自宅で老衰により死去。享年78。